# Notre-Dame-de-Bellecombe
Notre-Dame-de-Bellecombe là một xã thuộc tỉnh Savoie trong vùng Rhône-Alpes ở đông nam nước Pháp. Xã này nằm ở khu vực có độ cao từ 839-2069 mét trên mực nước biển.